# Liste der Monuments historiques in Landrais
Die Liste der Monuments historiques in Landrais führt die Monuments historiques in der französischen Gemeinde Landrais auf.

## Liste der Objekte

### Kirche St-Pierre
| Bezeichnung              | Beschreibung                                                | Standort | Kennzeichnung | Schutzstatus | Datum | Bild |
| ------------------------ | ----------------------------------------------------------- | -------- | ------------- | ------------ | ----- | ---- |
| Skulptur Heilige Beatrix | am Hochaltar; Stein, 19. Jahrhundert                        | (Lage)   | PM17000681    | Classé       | 1971  |      |
| Hochaltar                | Retabel und zwei Skulpturen: Petrus und Paulus; Stein, 1686 | (Lage)   | PM17000181    | Classé       | 1971  |      |
| Zwei Kandelaber          | Bronze, vermutlich aus dem 17. Jahrhundert                  | (Lage)   | PM17001530    | Inscrit      | 1988  |      |
| Kollektenschale          | Kupfer, um 1800                                             | (Lage)   | PM17001772    | Inscrit      | 1994  |      |